# Les Frères réunis

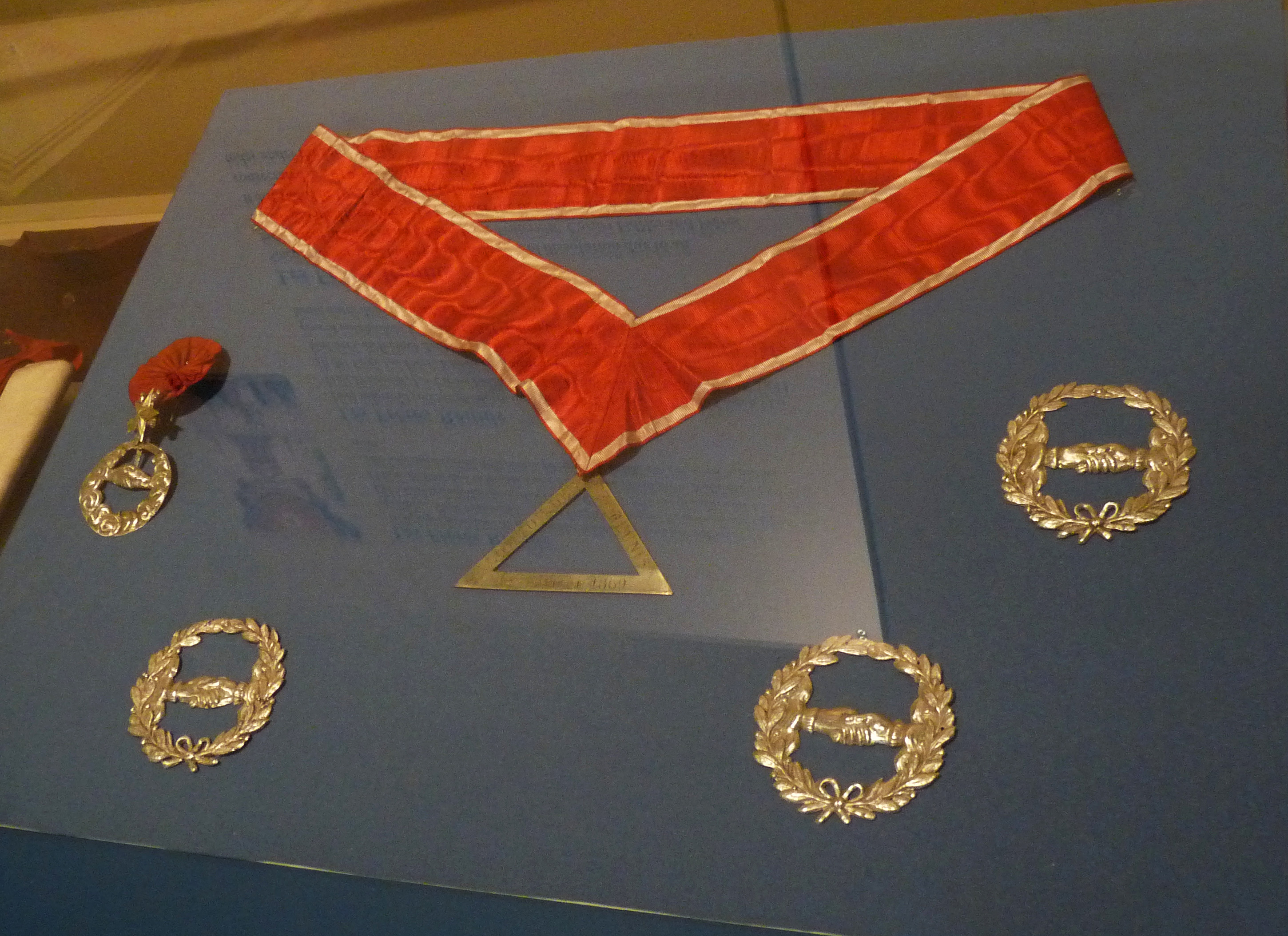
Bijoux de la loge des Frères Réunis

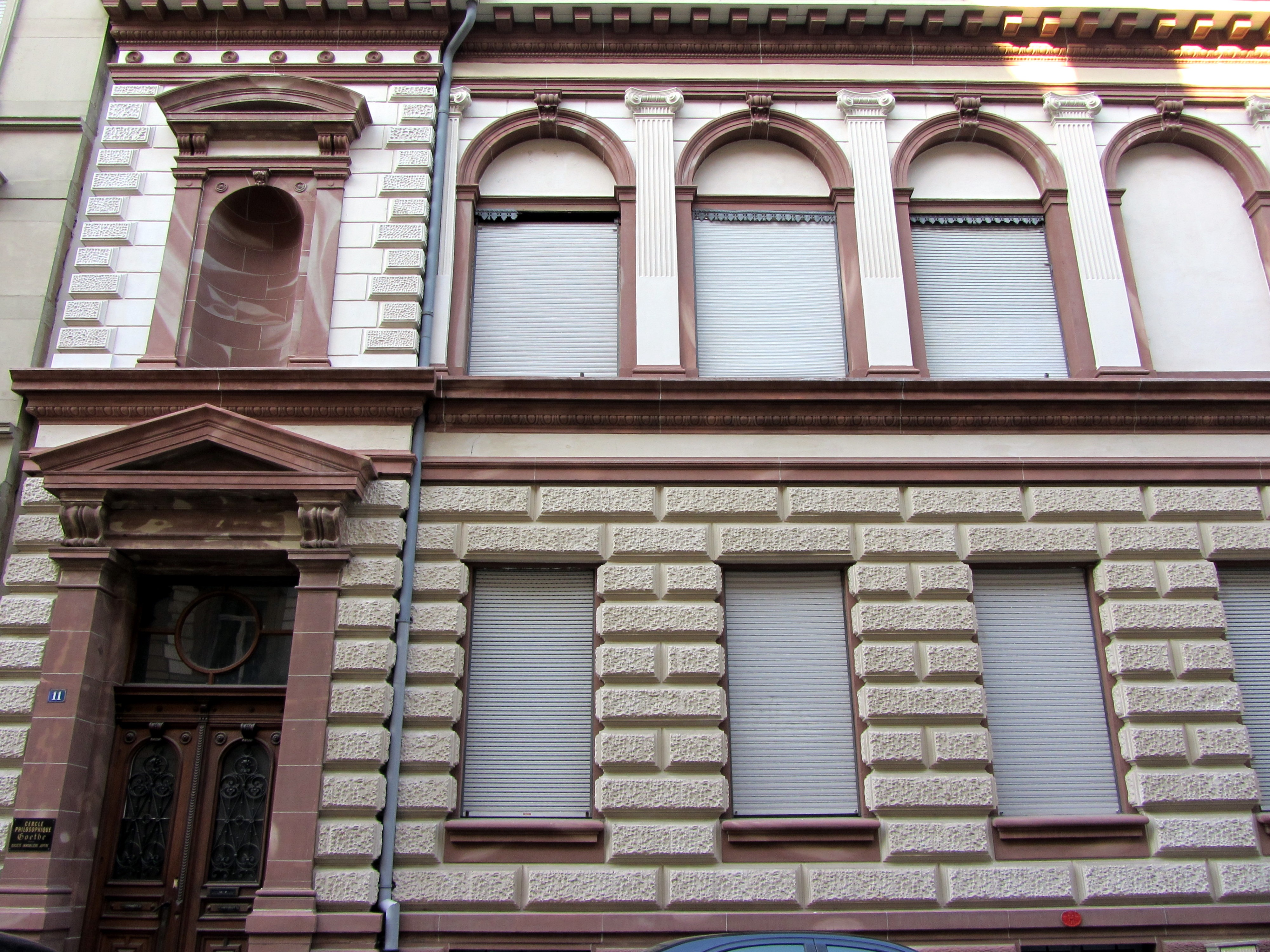
Bâtiment inscrit aux Monuments historiques abritant la loge à Strasbourg

Les Frères réunis est le titre distinctif d’une loge maçonnique strasbourgeoise constituée en 1811. Elle est toujours active, après plusieurs interruptions. Elle appartient au Grand Orient de France et travaille au Rite français.